# Gabonees voetbalelftal (mannen)
Het Gabonees voetbalelftal is een team van voetballers dat Gabon vertegenwoordigt bij internationale wedstrijden zoals de CEMAC Cup en de (kwalificatie)wedstrijden voor het WK en de Afrika Cup.
De Fédération Gabonaise de Football werd in 1962 opgericht en is aangesloten de CAF en de FIFA (sinds 1966). Het Gabonees voetbalelftal behaalde in juli 2009 met de 30e plaats de hoogste positie op de FIFA-wereldranglijst, in april 2003 werd met de 125e plaats de laagste positie bereikt.

## Deelnames aan internationale toernooien

### Wereldkampioenschap
| Wereldkampioenschap voetbal overzicht | Wereldkampioenschap voetbal overzicht | Wereldkampioenschap voetbal overzicht | Wereldkampioenschap voetbal overzicht | Wereldkampioenschap voetbal overzicht | Wereldkampioenschap voetbal overzicht | Wereldkampioenschap voetbal overzicht | Wereldkampioenschap voetbal overzicht | Wereldkampioenschap voetbal overzicht |
| Jaar                                  | Ronde                                 | Wed.                                  | W                                     | G                                     | V                                     | DV                                    | DT                                    |                                       |
| ------------------------------------- | ------------------------------------- | ------------------------------------- | ------------------------------------- | ------------------------------------- | ------------------------------------- | ------------------------------------- | ------------------------------------- | ------------------------------------- |
| 1966                                  | Teruggetrokken                        | Teruggetrokken                        | Teruggetrokken                        | Teruggetrokken                        | Teruggetrokken                        | Teruggetrokken                        | Teruggetrokken                        |                                       |
| 1970                                  | Geen deelname                         | Geen deelname                         | Geen deelname                         | Geen deelname                         | Geen deelname                         | Geen deelname                         | Geen deelname                         |                                       |
| 1974                                  | Teruggetrokken                        | Teruggetrokken                        | Teruggetrokken                        | Teruggetrokken                        | Teruggetrokken                        | Teruggetrokken                        | Teruggetrokken                        |                                       |
| 1978–1986                             | Geen deelname                         | Geen deelname                         | Geen deelname                         | Geen deelname                         | Geen deelname                         | Geen deelname                         | Geen deelname                         |                                       |
| 1990                                  | Niet gekwalificeerd                   | Niet gekwalificeerd                   | Niet gekwalificeerd                   | Niet gekwalificeerd                   | Niet gekwalificeerd                   | Niet gekwalificeerd                   | Niet gekwalificeerd                   |                                       |
| 1994                                  | Niet gekwalificeerd                   | Niet gekwalificeerd                   | Niet gekwalificeerd                   | Niet gekwalificeerd                   | Niet gekwalificeerd                   | Niet gekwalificeerd                   | Niet gekwalificeerd                   |                                       |
| 1998                                  | Niet gekwalificeerd                   | Niet gekwalificeerd                   | Niet gekwalificeerd                   | Niet gekwalificeerd                   | Niet gekwalificeerd                   | Niet gekwalificeerd                   | Niet gekwalificeerd                   |                                       |
| 2002                                  | Niet gekwalificeerd                   | Niet gekwalificeerd                   | Niet gekwalificeerd                   | Niet gekwalificeerd                   | Niet gekwalificeerd                   | Niet gekwalificeerd                   | Niet gekwalificeerd                   |                                       |
| 2006                                  | Niet gekwalificeerd                   | Niet gekwalificeerd                   | Niet gekwalificeerd                   | Niet gekwalificeerd                   | Niet gekwalificeerd                   | Niet gekwalificeerd                   | Niet gekwalificeerd                   |                                       |
| 2010                                  | Niet gekwalificeerd                   | Niet gekwalificeerd                   | Niet gekwalificeerd                   | Niet gekwalificeerd                   | Niet gekwalificeerd                   | Niet gekwalificeerd                   | Niet gekwalificeerd                   |                                       |
| 2014                                  | Niet gekwalificeerd                   | Niet gekwalificeerd                   | Niet gekwalificeerd                   | Niet gekwalificeerd                   | Niet gekwalificeerd                   | Niet gekwalificeerd                   | Niet gekwalificeerd                   |                                       |
| 2018                                  | Niet gekwalificeerd                   | Niet gekwalificeerd                   | Niet gekwalificeerd                   | Niet gekwalificeerd                   | Niet gekwalificeerd                   | Niet gekwalificeerd                   | Niet gekwalificeerd                   |                                       |
| 2022                                  | Niet gekwalificeerd                   | Niet gekwalificeerd                   | Niet gekwalificeerd                   | Niet gekwalificeerd                   | Niet gekwalificeerd                   | Niet gekwalificeerd                   | Niet gekwalificeerd                   | Niet gekwalificeerd                   |
| 2026                                  | kwalificatie                          | kwalificatie                          | kwalificatie                          | kwalificatie                          | kwalificatie                          | kwalificatie                          | kwalificatie                          | kwalificatie                          |

### Afrika Cup
| Afrika Cup overzicht | Afrika Cup overzicht | Afrika Cup overzicht | Afrika Cup overzicht | Afrika Cup overzicht | Afrika Cup overzicht | Afrika Cup overzicht | Afrika Cup overzicht | Afrika Cup overzicht |
| Jaar                 | Ronde                | Wed.                 | W                    | G                    | V                    | DV                   | DT                   | Kwal                 |
| -------------------- | -------------------- | -------------------- | -------------------- | -------------------- | -------------------- | -------------------- | -------------------- | -------------------- |
| 1972                 | Niet gekwalificeerd  | Niet gekwalificeerd  | Niet gekwalificeerd  | Niet gekwalificeerd  | Niet gekwalificeerd  | Niet gekwalificeerd  | Niet gekwalificeerd  | Niet gekwalificeerd  |
| 1974                 | Teruggetrokken       | Teruggetrokken       | Teruggetrokken       | Teruggetrokken       | Teruggetrokken       | Teruggetrokken       | Teruggetrokken       | Teruggetrokken       |
| 1976                 | Geen deelname        | Geen deelname        | Geen deelname        | Geen deelname        | Geen deelname        | Geen deelname        | Geen deelname        | Geen deelname        |
| 1978                 | Niet gekwalificeerd  | Niet gekwalificeerd  | Niet gekwalificeerd  | Niet gekwalificeerd  | Niet gekwalificeerd  | Niet gekwalificeerd  | Niet gekwalificeerd  | Niet gekwalificeerd  |
| 1980                 | Geen deelname        | Geen deelname        | Geen deelname        | Geen deelname        | Geen deelname        | Geen deelname        | Geen deelname        | Geen deelname        |
| 1982                 | Teruggetrokken       | Teruggetrokken       | Teruggetrokken       | Teruggetrokken       | Teruggetrokken       | Teruggetrokken       | Teruggetrokken       | Teruggetrokken       |
| 1984                 | Niet gekwalificeerd  | Niet gekwalificeerd  | Niet gekwalificeerd  | Niet gekwalificeerd  | Niet gekwalificeerd  | Niet gekwalificeerd  | Niet gekwalificeerd  | Niet gekwalificeerd  |
| 1986                 | Niet gekwalificeerd  | Niet gekwalificeerd  | Niet gekwalificeerd  | Niet gekwalificeerd  | Niet gekwalificeerd  | Niet gekwalificeerd  | Niet gekwalificeerd  | Niet gekwalificeerd  |
| 1988                 | Niet gekwalificeerd  | Niet gekwalificeerd  | Niet gekwalificeerd  | Niet gekwalificeerd  | Niet gekwalificeerd  | Niet gekwalificeerd  | Niet gekwalificeerd  | Niet gekwalificeerd  |
| 1990                 | Niet gekwalificeerd  | Niet gekwalificeerd  | Niet gekwalificeerd  | Niet gekwalificeerd  | Niet gekwalificeerd  | Niet gekwalificeerd  | Niet gekwalificeerd  | Niet gekwalificeerd  |
| 1992                 | Niet gekwalificeerd  | Niet gekwalificeerd  | Niet gekwalificeerd  | Niet gekwalificeerd  | Niet gekwalificeerd  | Niet gekwalificeerd  | Niet gekwalificeerd  | Niet gekwalificeerd  |
| 1994                 | Groepsfase           | 2                    | 0                    | 0                    | 2                    | 0                    | 7                    | (Kwal.)              |
| 1996                 | Kwartfinale          | 3                    | 1                    | 1                    | 1                    | 4                    | 3                    | (Kwal.)              |
| 1998                 | Niet gekwalificeerd  | Niet gekwalificeerd  | Niet gekwalificeerd  | Niet gekwalificeerd  | Niet gekwalificeerd  | Niet gekwalificeerd  | Niet gekwalificeerd  | Niet gekwalificeerd  |
| 2000                 | Groepsfase           | 3                    | 0                    | 1                    | 2                    | 2                    | 6                    | (Kwal.)              |
| 2002                 | Niet gekwalificeerd  | Niet gekwalificeerd  | Niet gekwalificeerd  | Niet gekwalificeerd  | Niet gekwalificeerd  | Niet gekwalificeerd  | Niet gekwalificeerd  | Niet gekwalificeerd  |
| 2004                 | Niet gekwalificeerd  | Niet gekwalificeerd  | Niet gekwalificeerd  | Niet gekwalificeerd  | Niet gekwalificeerd  | Niet gekwalificeerd  | Niet gekwalificeerd  | Niet gekwalificeerd  |

| Afrika Cup overzicht | Afrika Cup overzicht | Afrika Cup overzicht | Afrika Cup overzicht | Afrika Cup overzicht | Afrika Cup overzicht | Afrika Cup overzicht | Afrika Cup overzicht | Afrika Cup overzicht |
| Jaar                 | Ronde                | Wed.                 | W                    | G                    | V                    | DV                   | DT                   | Kwal                 |
| -------------------- | -------------------- | -------------------- | -------------------- | -------------------- | -------------------- | -------------------- | -------------------- | -------------------- |
| 2006                 | Niet gekwalificeerd  | Niet gekwalificeerd  | Niet gekwalificeerd  | Niet gekwalificeerd  | Niet gekwalificeerd  | Niet gekwalificeerd  | Niet gekwalificeerd  | Niet gekwalificeerd  |
| 2008                 | Niet gekwalificeerd  | Niet gekwalificeerd  | Niet gekwalificeerd  | Niet gekwalificeerd  | Niet gekwalificeerd  | Niet gekwalificeerd  | Niet gekwalificeerd  | Niet gekwalificeerd  |
| 2010                 | Groepsfase           | 3                    | 1                    | 1                    | 1                    | 2                    | 2                    | (Kwal.)              |
| 2012                 | Kwartfinale          | 4                    | 3                    | 1                    | 0                    | 7                    | 3                    |                      |
| 2013                 | Niet gekwalificeerd  | Niet gekwalificeerd  | Niet gekwalificeerd  | Niet gekwalificeerd  | Niet gekwalificeerd  | Niet gekwalificeerd  | Niet gekwalificeerd  | Niet gekwalificeerd  |
| 2015                 | Groepsfase           | 3                    | 0                    | 1                    | 2                    | 1                    | 4                    | (Kwal.)              |
| 2017                 | Groepsfase           | 3                    | 0                    | 3                    | 0                    | 2                    | 2                    |                      |
| 2019                 | Niet gekwalificeerd  | Niet gekwalificeerd  | Niet gekwalificeerd  | Niet gekwalificeerd  | Niet gekwalificeerd  | Niet gekwalificeerd  | Niet gekwalificeerd  | Niet gekwalificeerd  |
| 2021                 | Achtste finale       | 4                    | 1                    | 3                    | 0                    | 5                    | 4                    | (Kwal.)              |
| 2023                 | Niet gekwalificeerd  | Niet gekwalificeerd  | Niet gekwalificeerd  | Niet gekwalificeerd  | Niet gekwalificeerd  | Niet gekwalificeerd  | Niet gekwalificeerd  | Niet gekwalificeerd  |
| 2025                 |                      |                      |                      |                      |                      |                      |                      | (Kwal.)              |

### African Championship of Nations
| African Championship of Nations overzicht | African Championship of Nations overzicht | African Championship of Nations overzicht | African Championship of Nations overzicht | African Championship of Nations overzicht | African Championship of Nations overzicht | African Championship of Nations overzicht | African Championship of Nations overzicht | African Championship of Nations overzicht |
| Jaar                                      | Ronde                                     | Wed.                                      | W                                         | G                                         | V                                         | DV                                        | DT                                        | Kwal                                      |
| ----------------------------------------- | ----------------------------------------- | ----------------------------------------- | ----------------------------------------- | ----------------------------------------- | ----------------------------------------- | ----------------------------------------- | ----------------------------------------- | ----------------------------------------- |
| 2009                                      | Niet gekwalificeerd                       | Niet gekwalificeerd                       | Niet gekwalificeerd                       | Niet gekwalificeerd                       | Niet gekwalificeerd                       | Niet gekwalificeerd                       | Niet gekwalificeerd                       | Niet gekwalificeerd                       |
| 2011                                      | Groepsfase                                | 3                                         | 1                                         | 1                                         | 1                                         | 4                                         | 4                                         | (Kwal.)                                   |
| 2014                                      | Kwartfinale                               | 4                                         | 2                                         | 2                                         | 0                                         | 6                                         | 3                                         | (Kwal.)                                   |
| 2016                                      | Groepsfase                                | 3                                         | 0                                         | 1                                         | 2                                         | 2                                         | 6                                         | (Kwal.)                                   |
| 2018                                      | Teruggetrokken                            | Teruggetrokken                            | Teruggetrokken                            | Teruggetrokken                            | Teruggetrokken                            | Teruggetrokken                            | Teruggetrokken                            | Teruggetrokken                            |
| 2020                                      | Uitgesloten van deelname                  | Uitgesloten van deelname                  | Uitgesloten van deelname                  | Uitgesloten van deelname                  | Uitgesloten van deelname                  | Uitgesloten van deelname                  | Uitgesloten van deelname                  | Uitgesloten van deelname                  |

### UDEAC Cup / CEMAC Cup
| UDEAC Cup overzicht | UDEAC Cup overzicht | UDEAC Cup overzicht | UDEAC Cup overzicht | UDEAC Cup overzicht | UDEAC Cup overzicht | UDEAC Cup overzicht | UDEAC Cup overzicht | UDEAC Cup overzicht |
| Jaar                | Ronde               | Wed.                | W                   | G                   | V                   | DV                  | DT                  |                     |
| ------------------- | ------------------- | ------------------- | ------------------- | ------------------- | ------------------- | ------------------- | ------------------- | ------------------- |
| 1984                | Derde               | 4                   | 2                   | 1                   | 1                   | 5                   | 8                   |                     |
| 1985                | Kampioen            | 4                   | 4                   | 0                   | 0                   | 11                  | 0                   |                     |
| 1986                | Halve finale        | 3                   | 2                   | 1                   | 0                   | 2                   | 0                   |                     |
| 1987                | Derde               | 4                   | 0                   | 3                   | 1                   | 2                   | 3                   |                     |
| 1988                | Tweede              | 4                   | 1                   | 2                   | 1                   | 3                   | 1                   |                     |
| 1989                | Derde               | 4                   | 2                   | 0                   | 2                   | 4                   | 3                   |                     |
| 1990                | Vierde              | 4                   | 1                   | 0                   | 3                   | 2                   | 6                   |                     |
| CEMAC Cup overzicht |                     |                     |                     |                     |                     |                     |                     |                     |
| Jaar                | Ronde               | Wed.                | W                   | G                   | V                   | DV                  | DT                  |                     |
| 2003                | Vierde              | 3                   | 0                   | 1                   | 3                   | 3                   | 7                   |                     |
| 2005                | Derde               | 4                   | 3                   | 0                   | 1                   | 9                   | 4                   |                     |
| 2006                | Derde               | 4                   | 0                   | 4                   | 0                   | 4                   | 4                   |                     |
| 2007                | Tweede              | 4                   | 1                   | 2                   | 1                   | 5                   | 5                   |                     |
| 2008                | Groepsfase          | 2                   | 0                   | 1                   | 1                   | 4                   | 5                   |                     |
| 2009                | Vierde              | 4                   | 1                   | 0                   | 3                   | 6                   | 8                   |                     |
| 2010                | Groepsfase          | 2                   | 0                   | 1                   | 1                   | 0                   | 1                   |                     |
| 2013                | Kampioen            | 4                   | 4                   | 0                   | 0                   | 8                   | 1                   |                     |
| 2014                | Groepsfase          | 2                   | 0                   | 0                   | 2                   | 1                   | 3                   |                     |

## FIFA-wereldranglijst[3]
| 1993 | 1994 | 1995 | 1996 | 1997 | 1998 | 1999 | 2000 | 2001 | 2002 | 2003 | 2004 | 2005 | 2006 | 2007 | 2008 | 2009 | 2010 | 2011 | 2012 | 2013 | 2014 | 2015 | 2016 | 2017 | 2018 |
| ---- | ---- | ---- | ---- | ---- | ---- | ---- | ---- | ---- | ---- | ---- | ---- | ---- | ---- | ---- | ---- | ---- | ---- | ---- | ---- | ---- | ---- | ---- | ---- | ---- | ---- |
| 60   | 64   | 67   | 46   | 63   | 82   | 74   | 89   | 102  | 121  | 111  | 109  | 104  | 95   | 104  | 62   | 48   | 39   | 77   | 42   | 77   | 65   | 76   | 110  | 93   | 85   |

## Huidige selectie
De volgende spelers werden opgeroepen voor de WK-kwalificatiewedstrijden tegen  Mozambique op 11 en 14 november 2015.
Interlands en doelpunten bijgewerkt tot en met de WK-kwalificatiewedstrijd tegen  Mozambique (1–0, 4–3 n.s.) op 14 november 2015.
| №           | Naam                      | Wed. | Dlpnt. | Club               |
| ----------- | ------------------------- | ---- | ------ | ------------------ |
| Doel        |                           |      |        |                    |
|             | Didier Ovono              | 90   | 0      | KV Oostende        |
|             | Yves Bitséki              | 15   | 1      | US Bitam           |
|             | Anthony Mfa Mezui         | 6    | 0      | Seraing United     |
| Verdediging |                           |      |        |                    |
|             | Lloyd Palun               | 34   | 0      | Red Star           |
|             | Edmond Mouélé             | 31   | 0      | AS Mangasport      |
|             | Aaron Appindangoyé        | 26   | 1      | Boavista           |
|             | Benjamin Zé Ondo          | 12   | 0      | ES Sétif           |
|             | Johann Obiang             | 12   | 0      | Châteauroux        |
|             | Randal Oto'o              | 12   | 0      | SC Braga           |
|             | Henri Ndong               | 12   | 0      | AJ Auxerre         |
| Middenveld  |                           |      |        |                    |
|             | Lévy Madinda              | 38   | 5      | Celta de Vigo      |
|             | André Poko                | 36   | 1      | Girondins Bordeaux |
|             | Guélor Kanga              | 25   | 1      | FK Rostov          |
|             | Samson Mbingui            | 22   | 3      | MC El Eulma        |
|             | Didier Ndong              | 18   | 0      | FC Lorient         |
|             | Merlin Tandjigora         | 17   | 1      | Istres             |
|             | Franck Engonga            | 15   | 0      | Khouribga          |
|             | Mario Lemina              | 3    | 1      | Juventus           |
| Aanval      |                           |      |        |                    |
|             | Pierre-Emerick Aubameyang | 48   | 19     | Chelsea FC         |
|             | Malick Evouna             | 21   | 10     | Al-Ahly            |
|             | Johann Lengoualama        | 19   | 1      | RS Berkane         |
|             | Frédéric Bulot            | 19   | 0      | Reims              |
|             | Romuald Ntsitsigui        | 13   | 0      | AS Mangasport      |

## Bondscoaches
- Jean Prouff (1960-?1979)
- Robert Vicot (1979–1985)
- Alain de Martigny (1985–1987)
- Alain Da Costa (1987–1989)
- Karl-Heinz Weigang (1989–1991)
- Robert Pintenat (1991–1992)
- Jean Thissen (1992–1994)
- Alain Da Costa (1994–1997)
- Antônio Dumas (1998–2000)
- Alain Da Costa (2000–2002)
- Michel De Wolf (2002-2003)
- Claude Mbourounot (2003)
- Jairzinho (2003–2005)
- Raphaël Nzamba-Nzamba (2005–2006)
- Alain Giresse (2006–februari 2010)
- Gernot Rohr (februari 2010-februari 2012)
- Paulo Duarte (april 2012-september 2013)
- Stéphane Bounguendza (2014)
- Jorge Costa (2014–2016)
- José Garrido (2016)
- José Antonio Camacho (2016–)

FGF · A-internationals · Selecties · Bondscoaches · Olympisch elftal · Gabonees vrouwenelftal
1960 – 1969 ·
1970 – 1979 ·
1980 – 1989 ·
1990 – 1999 ·
2000 – 2009 ·
2010 – 2019 ·
2020 − 2029
1960 · 
1961 · 
1962 · 
1963 · 
1964 ·
1965 · 
1966 · 
1967 · 
1968 ·
1969 · 
1970 · 
1971 · 
1972 · 
1973 ·
1974 ·
1975 ·
1976 · 
1977 · 
1978 · 
1979 · 
1980 · 
1981 · 
1982 · 
1983 · 
1984 · 
1985 · 
1986 · 
1987 · 
1988 · 
1989 · 
1990 · 
1991 · 
1992 · 
1993 · 
1994 · 
1995 · 
1996 · 
1997 · 
1998 · 
1999 · 
2000 · 
2001 · 
2002 · 
2003 · 
2004 · 
2005 · 
2006 · 
2007 · 
2008 · 
2009 · 
2010 · 
2011 · 
2012 · 
2013 · 
2014 ·
2015 ·
2016 ·
2017 ·
2018 ·
2019 ·
2020 ·
2021 ·
2022 ·
2023
Algerije ·
Andorra ·
Angola ·
België ·
Benin ·
Botswana ·
Brazilië ·
Burkina Faso ·
Burundi ·
Centraal-Afrikaanse Republiek ·
Comoren ·
Congo-Brazzaville ·
Congo-Kinshasa ·
Egypte ·
Equatoriaal-Guinea ·
Gambia ·
Ghana ·
Guinee ·
Guinee-Bissau ·
Ivoorkust ·
Kaapverdië ·
Kameroen ·
Kenia ·
Lesotho ·
Libanon ·
Liberia ·
Libië ·
Madagaskar ·
Malawi ·
Mali ·
Malta ·
Marokko ·
Mauritanië ·
Mauritius ·
Mozambique ·
Namibië ·
Niger ·
Nigeria ·
Oeganda ·
Oman ·
Portugal ·
Rwanda ·
Sao Tomé en Principe ·
Saoedi-Arabië ·
Senegal ·
Seychellen ·
Sierra Leone ·
Soedan ·
Swaziland ·
Tanzania ·
Thailand ·
Togo ·
Tsjaad ·
Tunesië ·
Verenigde Arabische Emiraten ·
Wit-Rusland ·
Zambia ·
Zimbabwe ·
Zuid-Afrika ·
Zuid-Soedan